# Copa de la Reina de hockey hierba
La Copa de la Reina de hockey hierba es la segunda competición española femenina en importancia de hockey hierba, aunque es la más antigua. La competición se inició en la temporada 1985-1986.

## Historial
| Año  | Primero                       | Resultado    | Segundo                       |
| ---- | ----------------------------- | ------------ | ----------------------------- |
| 1986 | CD Terrassa                   | 3 - 2        | Club de Campo Villa de Madrid |
| 1987 | Real Sociedad                 | 2 - 1 (pr.)  | Club de Campo Villa de Madrid |
| 1988 | F.C. Junior                   | 2 - 1        | Club de Campo Villa de Madrid |
| 1989 | Club de Campo Villa de Madrid |              | F.C. Junior                   |
| 1990 | Atlético de Madrid            | 2 -2 (4-3)   | Club de Campo Villa de Madrid |
| 1991 | Club de Campo Villa de Madrid | 2 - 0        | Real Sociedad                 |
| 1992 | Club de Campo Villa de Madrid |              | F.C. Junior                   |
| 1993 | Valdeluz                      | 1 - 0        | Real Sociedad                 |
| 1994 | Real Sociedad                 |              | RC Polo                       |
| 1995 | Club de Campo Villa de Madrid | 2 - 1        | Sardinero Santander           |
| 1996 | Valdeluz                      | 4 - 2        | CD Terrassa                   |
| 1997 | Valdeluz                      | 2 - 0        | CD Terrassa                   |
| 1998 | CD Terrassa                   | 4 - 0        | SPV 51 Madrid                 |
| 1999 | Club de Campo Villa de Madrid | 0 - 0 (pen.) | CD Terrassa                   |
| 2000 | CD Terrassa                   | 5 - 0        | RC Polo                       |
| 2001 | CD Terrassa                   | 4 - 0        | Ourense HC                    |
| 2002 | Real Sociedad                 | 1 - 1 (pen.) | RC Polo                       |
| 2003 | RC Polo                       | 1 - 0        | Europcar Ourense HC           |
| 2004 | RC Polo                       | 2 - 1        | Europcar Ourense HC           |
| 2005 | RC Polo                       | 2 - 1        | CD Terrassa                   |
| 2006 | Club de Campo Villa de Madrid | 3 - 1        | F.C. Junior                   |
| 2007 | CD Terrassa                   | 2 - 1        | Atlètic Terrassa HC           |
| 2008 | Club de Campo Villa de Madrid | 2 - 0        | Atlètic Terrassa HC           |
| 2009 | Club de Campo Villa de Madrid | 4 - 2        | Princess RC Polo              |
| 2010 | Club de Campo Villa de Madrid | 2 - 0        | F.C. Junior                   |
| 2011 | Club de Campo Villa de Madrid | 3 - 1        | Real Sociedad                 |
| 2012 | Club de Campo Villa de Madrid | 4 - 2        | Real Sociedad                 |
| 2013 | SPV 51 Valdeluz               | 4 - 2        | Real Sociedad                 |
| 2014 | Club de Campo Villa de Madrid | 0 - 0 (pen.) | Real Sociedad                 |
| 2015 | RC Polo                       | 1 - 0        | Real Sociedad                 |
| 2016 | Club de Campo Villa de Madrid | 1 - 0        | F.C. Junior                   |
| 2017 | Club de Campo Villa de Madrid | 2 - 1        | F.C. Junior                   |
| 2018 | Club de Campo Villa de Madrid | 3 - 0        | F.C. Junior                   |
| 2019 | Club de Campo Villa de Madrid | 5 - 2        | RC Polo                       |
| 2020 | Club de Campo Villa de Madrid | 4 - 2        | SPV 51 Madrid                 |
| 2021 | F.C. Junior                   | 2 - 1        | Club de Campo Villa de Madrid |
| 2022 | Club de Campo Villa de Madrid | 4 - 2        | F.C. Junior                   |
| 2023 | RC Polo                       | 2 - 0        | Club de Campo Villa de Madrid |
| 2024 | Club de Campo Villa de Madrid | 1 - 0        | F.C. Junior                   |
| 2025 | Club Egara                    | 1 - 1 (pen.) | Club de Campo Villa de Madrid |

## Títulos por equipo
| Equipo                        | Campeón | Subcampeón | Títulos (por año)                                                                                                 |
| ----------------------------- | ------- | ---------- | --- |
| Club de Campo Villa de Madrid | 19      | 6          | 1989, 1991, 1992, 1995, 1999, 2006, 2008, 2009, 2010, 2011, 2012, 2014, 2016, 2017, 2018, 2019, 2020, 2022 y 2024 |
| Club Deportiu Terrassa        | 5       | 4          | 1986, 1998, 2000, 2001 y 2007                                                                                     |
| Real Club de Polo             | 5       | 5          | 2003, 2004, 2005, 2015 y 2023                                                                                     |
| Club de Hockey Valdeluz       | 4       | 3          | 1993, 1996, 1997 y 2013                                                                                           |
| Real Sociedad Hockey          | 3       | 7          | 1987, 1994 y 2002                                                                                                 |
| F.C. Junior                   | 2       | 9          | 1988 y 2021 |
| Atlético Madrid Hockey        | 1       |            | 1990 |
| Club Egara                    | 1       |            | 2025 |
| Ourense HC                    |         | 3          | |
| Atlètic Terrassa HC           |         | 2          | |
| Sardinero Hockey Club         |         | 1          | |